# 阿廷–施莱尔理论
数学中，阿廷–施莱尔理论是伽罗瓦理论的分支，具体地说是库默尔理论的正特征|类似物，用于度数等于特征p的伽罗瓦扩张。 Artin and  Schreier （1927）提出了素数度p扩张的阿廷–施莱尔理论， Witt （1936）将其推广到素数度{\displaystyle p^{n}}的扩张。
若K是特征为素数p的域，那么任何多项式的形式都是
{\displaystyle \forall \alpha \in K,\ X^{p}-X-\alpha ,\,}
称作阿廷–施莱尔多项式。若对{\displaystyle \forall \beta \in K,\ \alpha \neq \beta ^{p}-\beta }，则此多项式在{\displaystyle K[X]}中不可约，其在K上的分裂域是K的p度循环扩张。这是因为对任何根β，对{\displaystyle 1\leq i\leq p}，数β + i由费马小定理构成所有根，因此分裂域是{\displaystyle K(\beta )}。
反过来，K的任何度数p等于K的特征的伽罗瓦扩张，都是阿廷–施莱尔多项式的分裂域。这可以用库默尔理论中的加法对应方法来证明，如希尔伯特定理90与加性伽罗瓦上同调，这些扩张称为阿廷–施莱尔扩张。
阿廷–施莱尔扩张在根式可解性理论中扮演着重要角色，表示可解链中可能的扩张类之一。
它们在阿贝尔簇及其同源理论中也发挥着作用。在特征p中，阿贝尔簇的p度同源对于函数域而言，或给出阿廷–施莱尔扩张，或给出纯不可分扩张。

## 阿廷–施莱尔–维特扩张
阿廷–施莱尔理论有类似的理论，即 Witt （1936）提出的用维特向量描述p幂（不只是p本身）度的特征p循环扩张。